# ウルボス (リスボン市電)
この項目では、スペインの鉄道車両メーカーであるCAFが展開する路面電車車両ブランドのウルボスのうち、ポルトガルの首都・リスボンの路面電車であるリスボン市電向けに開発された車両について解説する。

## 概要
2021年4月、リスボンの路面電車であるリスボン市電を運営するリスボン路面電車会社（CARRIS）は、スペインのCAFとの間に新型車両の導入および5年間のメンテナンスに関する契約を結んだ。
この契約を基にCAFで製造される車両は、同社が世界各地に展開している路面電車車両ブランドの「ウルボス（Urbos）」で、全長28.5 m、片運転台式の5車体連接車である。編成は台車が存在する小型車体で台車が存在しないフローティング車体を挟み込む構造が採用されており、各台車には回転軸が存在しない。車内は全体がバリアフリーに適した低床構造となっている。また、架線が存在しない非電化区間（架線レス区間）での走行を可能する充電池やキャパシタの搭載も可能な構造となっている。
2023年から納入が始まり、同年9月22日から営業運転を開始した。リスボン各地の観光名所や主要交通機関との接点があり、延伸計画も存在する15E線（Carreira 15）で使用されており、残存していた2軸車の運用を置き換える形でラッシュ時を始めとした同系統の輸送力増強が図られる。

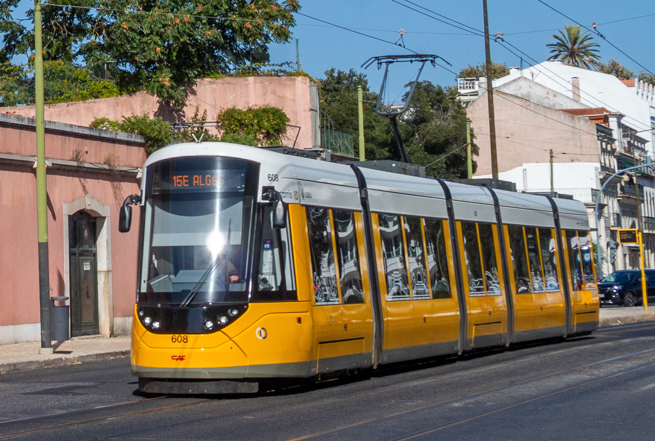
リスボン市内を走るウルボス（2024年撮影）
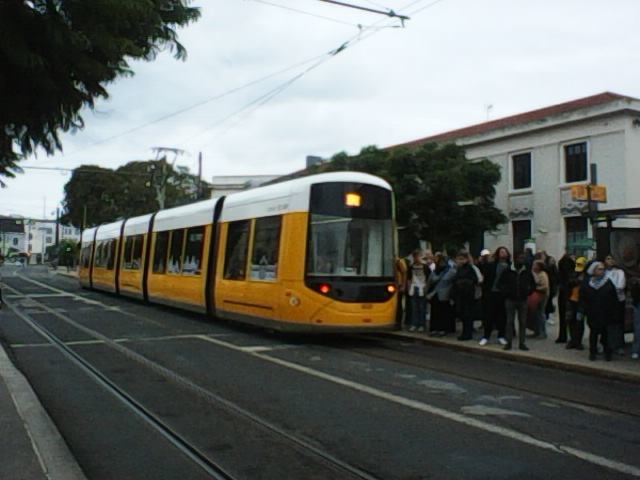
後方には運転台が無い（2023年撮影）